# Amin Tarif

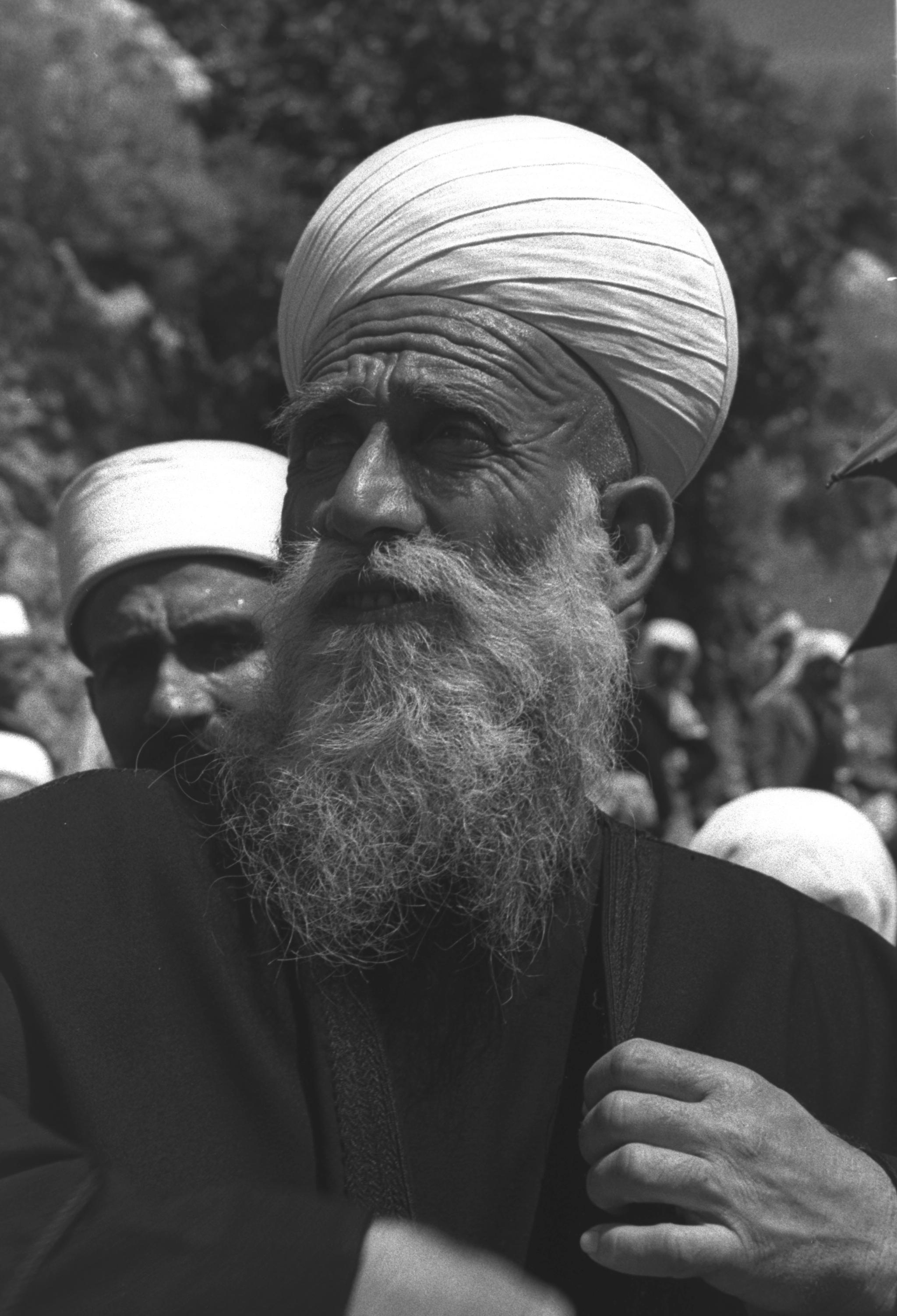
Sheikh Amin Tarif in 1950.

Sheikh Amin Tarif (Arabisch: أمين طريف, geboren 1898 - 2 oktober 1993) was van 1928 tot aan zijn dood in 1993 de qadi (spirituele leider) van de Druzen-minderheid in Israël. Hij had internationaal aanzien bij de aanhangers van het Druzengeloof en werd door velen gezien als de belangrijkste spirituele autoriteit onder de Druzen.
Tarif werd geboren in het dorp Julis in Hoger Galilea. Hij had drie broers en twee zussen en was de jongste zoon van Sheikh Muhammad Tarif, de spirituele leider van de Druzen in het Britse Mandaatgebied Palestina van 1898 tot aan zijn dood in 1928.
In 1911 ging Tarif van school om in Libanon te studeren. Hij bestudeerde hier het Druzengeloof en was in 1919 klaar met zijn studie. Toen hij terugging naar zijn geboortedorp Julis nam hij een vrome levensstijl aan conform de Druzenidealen en leefde van het graan dat hij zelf oogstte.
Nadat zijn vader in 1928 overleed werd Tarif gekozen als de spirituele leider van de Druzen-gemeenschap. Daarnaast was hij na 1963 ook voorzitter van de "Druze Rechtbank voor Hogerberoep" en beheerde hij het spirituele centrum Maqam Nabi Shu'ayb. Dat is een religieus centrum voor de Druzen, aangezien zij geloven dat de profeet Jetro hier begraven is.
Ondanks dat hij aanzien had onder de Druzen was zijn relatie met de Druzen buiten Israël gecompliceerd. Dit had ermee te maken dat hij (en de Druzen-gemeenschap in Israël) vanaf het begin loyaal waren aan de staat Israël. Toen Druzen uit Libanon in 1977 geklaagd hadden dat Israëlische bombardementen hun religieuze centrum in gevaar brachten, gaf hij de Druzen-leden in de Knesset (het Israëlische parlement) het advies om hier de Israëlische regering vragen over te stellen.
In 1990 ontving Tarif de Israël-prijs, een hoge onderscheiding voor mensen die een speciale bijdrage aan de Israëlische maatschappij hebben gedaan. Hij was een van de weinige niet-Joodse Israëli's die deze onderscheiding ontving.
Na Tarifs dood waren de Israëlische president Ezer Weizman, de minister president Yitzchak Rabin en de voorzitter van de Knesset bij zijn begrafenis aanwezig. Ook in Syrië en Libanon werden ceremonies ter nagedachtenis aan Sheik Amin door tienduizenden bezocht.
De huidige spirituele leider van de Druzen in Israël is Mowafak Tarif, zijn zoon.